# مسجد شهیدی
مسجد شهیدی مربوط به دوره قاجار است و در تبریز، بازار قدیم، بازار شهیدی واقع شده و این اثر در تاریخ ۲۴ تیر ۱۳۸۲ با شمارهٔ ثبت ۹۱۷۷ به‌عنوان یکی از آثار ملی ایران به ثبت رسیده است.